# Білоус Богдан Йосипович
Богдан Йосипович Білоус (нар. 3 лютого 1950, с. Ценів, нині Козівський район Тернопільська область) — український архітектор. Член НСАУ (1978).

## Життєпис
Закінчив Львівський політехнічний інститут (1973, нині національний університет «Львівська політехніка»).
Від 1973 — в м. Тернопіль: архітектурного проекту інституту «Діпроцивільпромбуд», нині — головний архітектор проекту корпорації «Терно-Корс».

## Творчість
Архітектурні роботи: інтер'єр великої зали ПК «Березіль» (1977), корпуси «Промінвестбанку» і тресту «Тернопільводбуд» (обидва — 1982), приладобудівник інституту (1989—1991, нині Тернопільський національний технічний університет) музичного училища (1989), житлові будинки (усі — м. Тернопіль); районного Будівельного зв'язку в смт Козова і м. Кременець (1985) та інші споруди, церква Покрови Пресвятої Богородиці на о. Хортиця в м. Запоріжжя (1991, співавтор).
Автор пам'ятників Т. Шевченку в селах Токи Підволочиського (1991) і Глібів Гусятинського (1992), Я. Стецьку в с. Кам'янки Підволочиського (1995), Д. Січинському в с. Клювинці Гусятинського (2000), І. Гавдиді в с. Саранчуки Бережанського (2005) районів. Керівник групи розроблення проектів Тернопільському обласному краєзнавчому музеї, обласної наукової бібліотеки, церкви Івана Богослова на проспекті Злуки (всі — м. Тернопіль), храму в м. Теофіполь Хмельницької області.
Учасник і призер всеукркаїнських і обласних творчих конкурсів, переможець всеукраїнського конкурсу «Голодомор-33» (2001, м. Київ).
Від 1970-х — учасник збірки художніх виставок у Тернополі, дві аквареличні роботи — у фонді Тернопільському обласному художньому музеї.